# Veilhes
Veilhes település Franciaországban, Tarn megyében. Lakosainak száma 145 fő (2022. január 1.). Veilhes Cambon-lès-Lavaur, Lacougotte-Cadoul, Maurens-Scopont, Roquevidal és Viviers-lès-Lavaur községekkel határos.

## Népesség
A település népessége az elmúlt években az alábbi módon változott:
| Lakosok száma | 107  | 127  | 140  | 144  | 150  | 163  | 157  | 151  | 145  |
|               | 2013 | 2015 | 2016 | 2017 | 2018 | 2019 | 2020 | 2021 | 2022 |